# Blesk (noviny)
Blesk je český deník, který poprvé vyšel v roce 1992. Jeho vydavatelem je Czech News Center a.s. Od roku 2002 je Blesk nejprodávanějším a nejčtenějším celostátním deníkem v České republice, následovaný deníkem MF Dnes (stav k roku 2023).

## Charakteristika deníku
Jedná se o barevný bulvární deník, zaměřený na aktuální zpravodajství, zajímavosti a senzace z ČR i ze světa. Textové zprávy jsou obvykle doplněny velkoformátovými fotografiemi. K šíření obsahu pomáhá několik platforem. Od roku 2015 se Blesk prezentuje claimem Blesk - Síla na vaší straně.
Deník Blesk vychází v regionálních mutacích Praha, Praha a střední Čechy, jižní Čechy, východní Čechy, severní Čechy, západní Čechy, jižní Morava – Brno a severní Morava. 

## Blesk.cz
Blesk.cz je internetová verze Blesku, zpravodajsko-společenský portál, který je jedním z největších webů v České republice. Kombinuje základní informační nabídku z České republiky i ze světa se společenskými a sportovními tématy.

## Další produkty
- V pátek vychází Blesk s přílohou Blesk magazín.
- Nedělní Blesk je rozšířené nedělní vydání deníku Blesk. Obsahuje aktuální informace s důrazem na zpravodajství ze sobotních událostí a televizní program na celý týden. Vychází v regionálních mutacích po celých Čechách a celé Moravě.
- Pro milovníky křížovek vychází měsíčník Blesk Křížovky a čtrnáctideník Nedělní Blesk Křížovky.
- Blesk pro ženy je týdeník zaměřený na ženy. Po obsahové stránce je směsí informací, nápadů, aktuálních témat týkajících se žen a partnerských vztahů, článků o módě, kosmetice, dietách, doplněných čtenářskými zážitky, recepty, poradnami odborníků a soutěžemi.
- Blesk zdraví je měsíčník zaměřený na zdraví, zdravý životní styl, fitness, psychologii a zahrnuje i rady odborníků na konkrétní problémy.
- Blesk Hobby je zaměřen na rady pro kutily, pěstitele a chovatele.
- Blesk Vaše recepty je měsíčník s recepty od čtenářů.

## Komerční aktivity
- BLESKmobil je první a největší tuzemský virtuální mobilní operátor.[4] Spuštěn byl v listopadu 2012. V současné době[kdy?] je BLESKmobil s více než 350 tisíci aktivovaných SIM karet nejsilnějším virtuálním operátorem na českém trhu.[5]
- Projekt BLESK peněženka byl spuštěn v roce 2014. Funguje na stejném principu jako předplacená mobilní SIM karta. Je možné ji dobít hotovostí na terminálech Sazky, nebo na webu bleskpenezenka.cz jakoukoliv platební kartou vydanou v ČR a na Slovensku.[6]
- BLESK energie je dodavatel plynu a elektřiny. Projekt byl spuštěn v roce 2014.[7]

## Kontroverze
V roce 2009 otiskl Blesk na titulní straně fotografie s prsy zpěvačky Ivety Bartošové.